# Maison Lamontagne
La maison Lamontagne de Rimouski est une maison à colombages pierroté qui abrite aujourd'hui un musée sur le mode de vie en Nouvelle-France. Le 7 mars 1974, elle est classée  immeuble patrimonial par le gouvernement du Québec. 

## Histoire
Cette demeure, qui représente un des derniers vestiges de ce type d'architecture en Nouvelle-France, aurait été construite vers 1744 par Marie-Agnès Lepage et son époux Basile Côté peu après leur mariage, célébré la même année,. Au plan carré initial, une rallonge est ajoutée en 1810. La famille Lamontagne acquiert la maison en 1844, et la conserve jusqu'en 1920.
Lorsqu'elle est découverte dans les années 1970, la maison est utilisée comme hangar pour remiser de la machinerie agricole et est recouverte de bardeau de cèdre. C'est l'historien de l'art Michel Lessard qui, en soulevant une partie du revêtement extérieur, révéle son colombage pierroté. Classée en 1974 par le Ministère des Affaires culturelles, elle est acquise par le gouvernement qui la restaure pour la céder à la Ville de Rimouski qui, depuis 1994, voit à sa mise en valeur. La Société rimouskoise du patrimoine est l'OBNL mandaté par la Ville de Rimouski pour la gestion du Site historique de la maison Lamontagne depuis 2004.

## Description
Cette maison comporte deux parties. La première est érigée en colombage pierroté. La seconde est érigée en poteaux sur sole. Un toit à deux versants droits, supporté par une lourde charpente, coiffe le tout. Une cheminée, au centre, sépare une salle commune et un espace de grands travaux.

## Classement et valeur patrimoniale
La maison est classée immeuble patrimonial et bien culturel du Québec le 7 mars 1974 par le gouvernement du Québec. Le parc qui entoure la maison est aussi classé à titre d'aire de protection le 21 août 1974.

## Affiliation
La Maison Lamontagne fait partie du réseau muséal « Rimouski, mes musées », créé en 2011. Ce réseau regroupe quatre musées rimouskois et a comme objectif d'aider chacune des institutions à accroître sa visibilité et sa notoriété.